# Franz Xaver Hacker

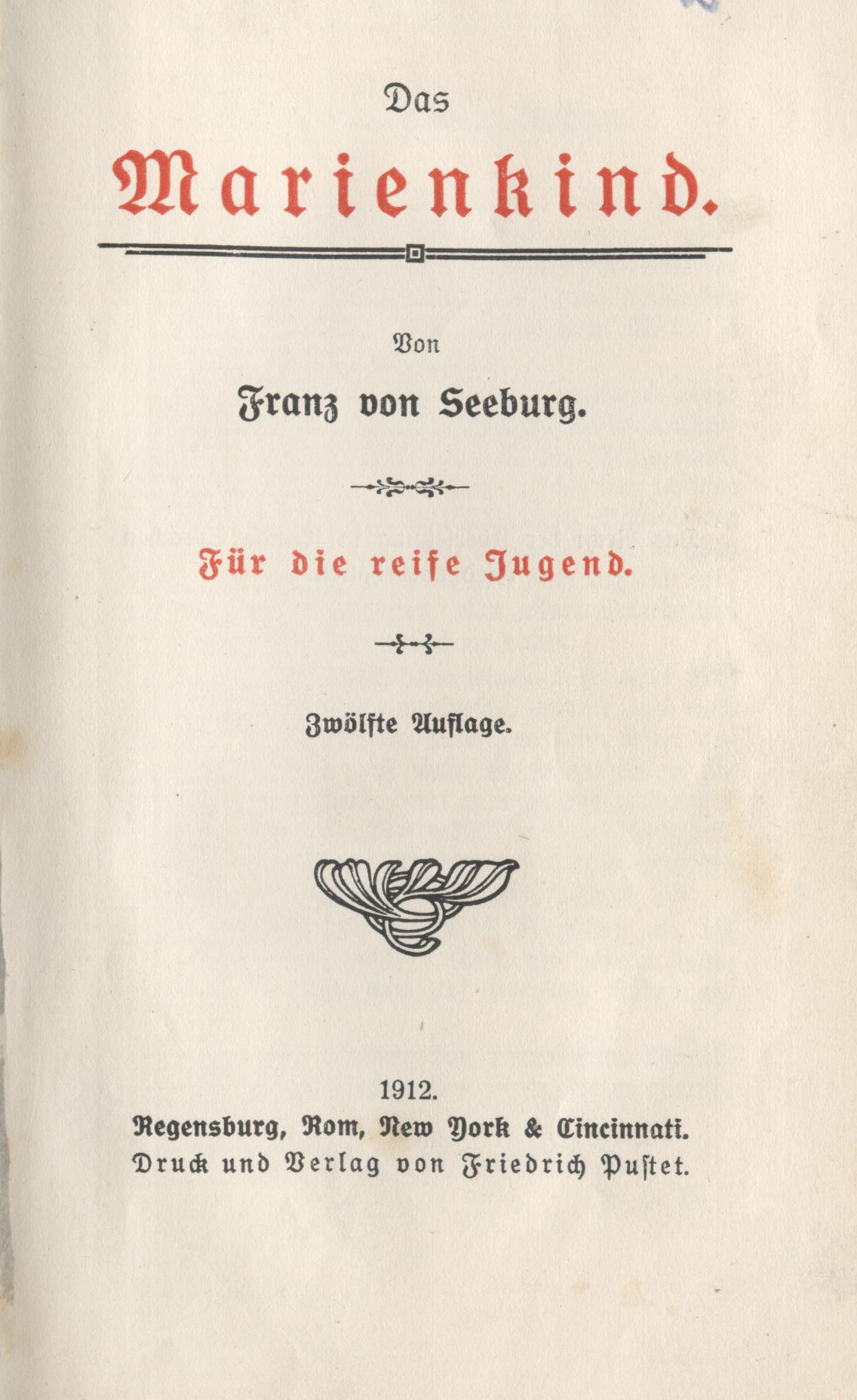
Das Marienkind, Titelblatt der 12. Auflage, 1912

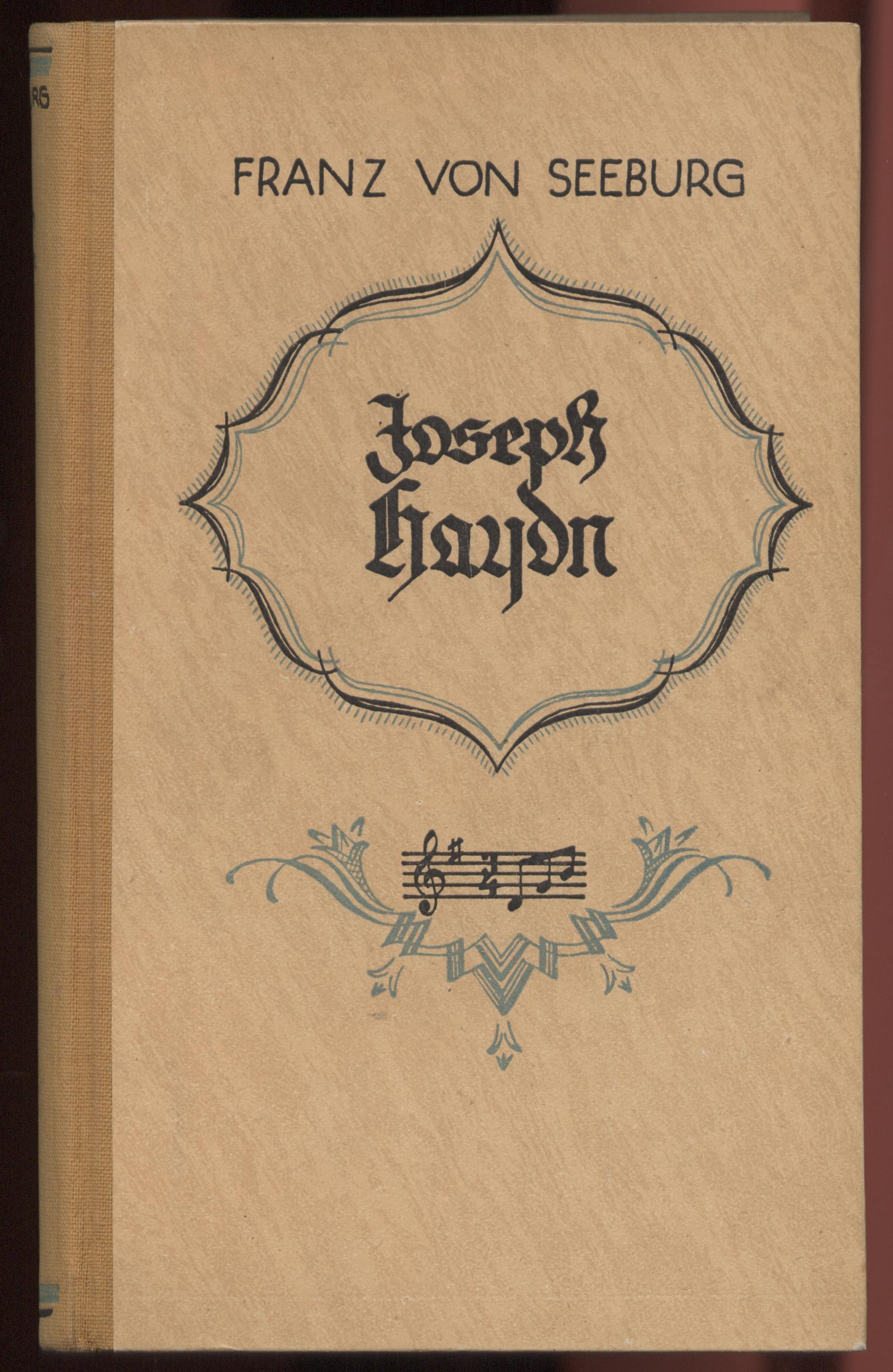
Joseph Haydn, 7. Auflage, 1929

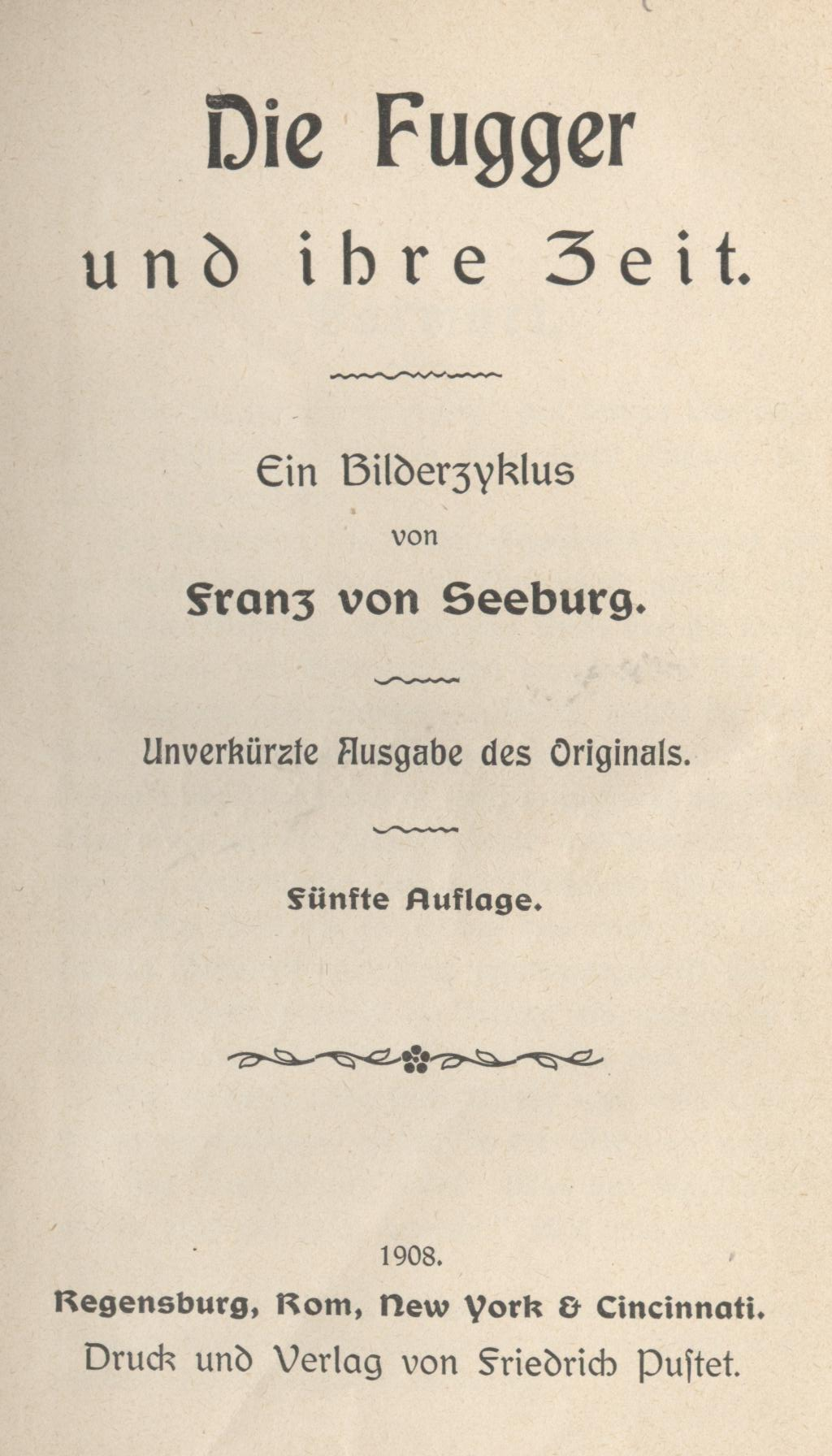
Die Fugger und ihre Zeit, 5. Auflage, 1908

Franz Xaver Hacker  (* 20. Januar 1836 in Nymphenburg; † 28. Januar 1894 in München) war katholischer Priester und unter dem Pseudonym Franz von Seeburg  ein bekannter deutscher Schriftsteller.

## Leben
Franz Xaver Hacker wurde am 20. Januar 1836 in Nymphenburg bei München als Sohn des Volksschullehrers Andreas Hacker und seiner Frau Magdalena geboren. Nach seiner Entlassung aus der Volksschule besuchte der Junge das Wilhelmsgymnasium München, das er 1855 abschloss. Danach studierte er in Freising, Metten und München - Philosophie, Theologie und Jura. Ab 1855 war er Mitglied der katholischen Studentenverbindung KDStV Aenania München.
1859 wurde er zum Priester geweiht. Zunächst gehörte er dem Kapuzinerorden an, wo er den Ordensnamen Wolfgang hatte, dann verließ er den Orden und wurde Weltpriester.
1865 erkrankte Hacker ernstlich und konnte drei Jahre sein priesterliches Amt kaum ausüben. Danach schickte ihn das Bischöfliche Ordinariat zur Erholung an den Chiemsee, wo sich seine Gesundheit wieder festigte. Hier schrieb er 1869 unter dem Pseudonym Franz von Seeburg sein Erstlingswerk „Das Marienkind“. Es erschien als Fortsetzungsgeschichte in einem wenig bekannten Tiroler Blatt, und als Hacker es in Buchform veröffentlichen wollte, musste er die Kosten dafür auslegen. Dennoch sollte gerade dies seinem Leben eine deutliche Wendung geben. Friedrich Pustet, der Begründer des berühmten Regensburger Verlagshauses deckte sich bei einem Zwischenaufenthalt in München mit Reiselektüre ein. Dabei wurde er auf das Buch von Franz Xaver Hacker aufmerksam. Er erkundigte sich nach dem Verfasser und stattete ihm einen Besuch am Chiemsee ab. Hier schlossen beide Männer Freundschaft, und Pustet ermutigte Hacker, weiterhin zu schreiben. Seine Bücher erschienen von nun an im Pustet-Verlag Regensburg.
Zunächst noch als Seelsorger am Chiemsee tätig, ging Franz Xaver Hacker schließlich als Hochstiftsvikar nach München. Zwischen 1877 und 1887 war er auch Lehrer und Prediger am dortigen Wilhelmsgymnasium. 1886 wurde er Hofkaplan und Ehrenkanonikus der Hofkirche von St. Kajetan, 1887 Inspektor und Direktor der königlichen Blindenanstalt in München. Außerdem ernannte ihn Prinzregent Luitpold zum königlichen Geistlichen Rat. Franz Xaver Hacker starb am 28. Januar 1894 in München.

## Schriftstellerisches Werk
Außer seinem bereits erwähnten Erstlingswerk „Das Marienkind“ (1869), das zahlreiche Auflagen erlebte, schrieb Franz Xaver Hacker hauptsächlich historische Romane mit dezidiert katholischer Grundhaltung, die jedoch keine Tendenzwerke waren. Davon sind besonders bedeutungsvoll die Bücher: „Durch Nacht zum Licht“, ein bayerisches Zeit- und Sittengemälde aus dem Anfang des 19. Jahrhunderts (1875), „Die Fugger und ihre Zeit“, über die berühmte Augsburger Kaufmannsfamilie (1879), Joseph Haydn, ein biographischer Lebens-Roman des Komponisten (1882), sowie „Die Hexenrichter von Würzburg“, über den Hexenwahn und die Gestalt des mutigen Jesuiten Friedrich von Spee, der ihn bekämpfte (1883). Alle Bücher Hackers erlebten mehrfache Auflagen, teilweise bis in die 1950er Jahre hinein und wurden auch ins französische und in andere Sprachen übersetzt.

## Werkübersicht
- „Das Marienkind“, Erzählung, 1869,
- „Durch Nacht zum Licht“ (Ein Zeit- und Sittengemälde aus dem Anfange des 19. Jahrhunderts), 1875,
- „Cyclame“ (Eine Erzählung aus alter Zeit), 1875;
- „Die Nachtigall“ (Eine Dorfgeschichte aus dem bayerischen Hochlande), 1877,
- „Papst Pius IX.“, 1878;
- „Der ägyptische Joseph“ (Ein blüthenreiches Vorbild Jesu, unseres lieben Heilandes), 1878,
- „Die Fugger und ihre Zeit“ (Ein Bilderzyclus), 1879,
- „Laudate pueri Dominum!“, Gebetbüchlein, 1881;
- „Joseph Haydn“ (Ein Lebensbild), 1882,
- „Die Hexenrichter von Würzburg“, hist. Novelle, 1883,
- „Immergrün“, Volkserzählungen, 6 Bände, 1899;
- „Kalendererzählungen“ (von 1878 an) (Hrsg.), 6 Bde., 1899–1900,